# Ctenus amanensis
Ctenus amanensis är en spindelart som beskrevs av Embrik Strand 1907. 
Ctenus amanensis ingår i släktet Ctenus och familjen Ctenidae. Inga underarter finns listade i Catalogue of Life.